# Yōji Enokido
Yōji Enokido (Japans: 榎戸 洋司, Enokido Yōji) (Shiga, 27 september 1963) is een Japanse scenarioschrijver en romanschrijver. Hij schreef scripts voor Sailor Moon, Neon Genesis Evangelion, Revolutionary Girl Utena, FLCL, RahXephon, Melody of Oblivion, Ouran High School Host Club, Nodame Cantabile, Redline, Star Driver, Captain Earth, Bungo Stray Dogs en The Dragon Dentist. Hij schreef ook een driedelige novelisatie van FLCL, die van 2008 tot 2009 in de Verenigde Staten werd uitgebracht door Tokyopop. Voordat hij scenarist werd, werkte hij bij Nippon Telenet Corporation, dat zich richtte op MSX persoonlijke computer communicatiediensten.